# مارسيل إيجر
مارسيل إيجر (بالألمانية: Marcel Eger)‏ (23 مارس 1983 بزاكسن بآي آنسباخ في ألمانيا - ) هو لاعب كرة قدم ألماني في مركز الدفاع. لعب مع نادي برينتفورد ونادي سانت باولي و1. SC Feucht ‏.

## روابط خارجية
- مارسيل إيجر على موقع قاعدة بيانات كرة القدم.إي يو (الإنجليزية)
- مارسيل إيجر على موقع بيانات كرة القدم. دي إي (الألمانية)
- مارسيل إيجر على موقع Soccerbase.com (لاعب) (الإنجليزية)
- مارسيل إيجر على موقع عالم كرة القدم.نت (الإنجليزية)